# Etaper i Vuelta a España 2016
Etaper i Vuelta a España 2016

## Klassementer
| Trøje                  | Trøje                                              | Trøje                   | Trøje                                                  |
| ---------------------- | -------------------------------------------------- | ----------------------- | ------------------------------------------------------ |
| Røde førertrøje        | Betegner den førende rytter i den samlede stilling | Grønne pointtrøje       | Betegner den førende rytter i pointkonkurrencen        |
| Blåprikkede bjergtrøje | Betegner den førende rytter i bjergkonkurrencen    | Hvide kombinationstrøje | Betegner den førende rytter i kombinationskonkurrencen |

## 1. etape
20. august 2016, Ourense – Castrelo de Miño, 29,4 km (holdtidskørsel)
|    | Hold               | Tid    |
| -- | ------------------ | ------ |
| 1  | Team Sky           | 30:37  |
| 2  | Movistar Team      | + 0.00 |
| 3  | Orica-BikeExchange | + 0.06 |
| 4  | BMC Racing Team    | + 0.07 |
| 5  | Etixx-Quick Step   | + 0.22 |
| 6  | Team LottoNL-Jumbo | + 0.28 |
| 7  | Trek-Segafredo     | + 0.50 |
| 8  | Cannondale         | + 0.52 |
| 9  | Tinkoff            | + 0.52 |
| 10 | Bora-Argon 18      | + 0.57 |

|    | Rytter                     | Hold          | Tid    |
| -- | -------------------------- | ------------- | ------ |
| 1  | Peter Kennaugh (GBR)       | Team Sky      | 30:37  |
| 2  | Salvatore Puccio (ITA)     | Team Sky      | + 0.00 |
| 3  | Michał Kwiatkowski (POL)   | Team Sky      | + 0.00 |
| 4  | Leopold König (CZE)        | Team Sky      | + 0.00 |
| 5  | Chris Froome (GBR)         | Team Sky      | + 0.00 |
| 6  | Alejandro Valverde (ESP)   | Movistar Team | + 0.00 |
| 7  | Jonathan Castroviejo (ESP) | Movistar Team | + 0.00 |
| 8  | Rubén Fernández (ESP)      | Movistar Team | + 0.00 |
| 9  | José Joaquín Rojas (ESP)   | Movistar Team | + 0.00 |
| 10 | Nairo Quintana (COL)       | Movistar Team | + 0.00 |

## 2. etape
21. august 2016 — Ourense – Baiona, 160,8 km
|    | Rytter                    | Hold               | Tid     |
| -- | ------------------------- | ------------------ | ------- |
| 1  | Gianni Meersman (BEL)     | Etixx-Quick Step   | 4:16.39 |
| 2  | Michael Schwarzmann (GER) | Bora-Argon 18      | + 0.00  |
| 3  | Magnus Cort (DEN)         | Orica-BikeExchange | + 0.00  |
| 4  | Michał Kwiatkowski (POL)  | Team Sky           | + 0.00  |
| 5  | Jonas Van Genechten (BEL) | IAM Cycling        | + 0.00  |
| 6  | Kristian Sbaragli (ITA)   | Dimension Data     | + 0.00  |
| 7  | Niccolo Bonifazio (ITA)   | Trek-Segafredo     | + 0.00  |
| 8  | Jhonatan Restrepo (COL)   | Team Katusha       | + 0.00  |
| 9  | Jempy Drucker (LUX)       | BMC Racing Team    | + 0.00  |
| 10 | Lorrenzo Manzin (FRA)     | FDJ                | + 0.00  |

|    | Rytter                     | Hold          | Tid     |
| -- | -------------------------- | ------------- | ------- |
| 1  | Michał Kwiatkowski (POL)   | Team Sky      | 4:47.16 |
| 2  | José Joaquín Rojas (ESP)   | Movistar Team | + 0.00  |
| 3  | Alejandro Valverde (ESP)   | Movistar Team | + 0.00  |
| 4  | Chris Froome (GBR)         | Team Sky      | + 0.00  |
| 5  | Salvatore Puccio (ITA)     | Team Sky      | + 0.00  |
| 6  | Peter Kennaugh (GBR)       | Team Sky      | + 0.00  |
| 7  | Nairo Quintana (COL)       | Movistar Team | + 0.00  |
| 8  | Leopold König (CZE)        | Team Sky      | + 0.00  |
| 9  | Rubén Fernández (ESP)      | Movistar Team | + 0.00  |
| 10 | Jonathan Castroviejo (ESP) | Movistar Team | + 0.00  |

## 3. etape
22. august 2016 — Marín – Dumbria, Mirador de Ézaro, 176,4 km
|    | Rytter                   | Hold               | Tid     |
| -- | ------------------------ | ------------------ | ------- |
| 1  | Alexandre Geniez (FRA)   | FDJ                | 4:28.36 |
| 2  | Rubén Fernández (ESP)    | Movistar Team      | + 0.21  |
| 3  | Alejandro Valverde (ESP) | Movistar Team      | + 0.26  |
| 4  | Chris Froome (GBR)       | Team Sky           | + 0.26  |
| 5  | Esteban Chaves (COL)     | Orica-BikeExchange | + 0.26  |
| 6  | Nairo Quintana (COL)     | Movistar Team      | + 0.32  |
| 7  | Igor Antón (ESP)         | Dimension Data     | + 0.32  |
| 8  | Samuel Sánchez (ESP)     | BMC Racing Team    | + 0.54  |
| 9  | Alberto Contador (ESP)   | Tinkoff            | + 0.54  |
| 10 | Gianluca Brambilla (ITA) | Etixx-Quick Step   | + 0.54  |

|    | Rytter                   | Hold               | Tid     |
| -- | ------------------------ | ------------------ | ------- |
| 1  | Rubén Fernández (ESP)    | Movistar Team      | 9:16.07 |
| 2  | Alejandro Valverde (ESP) | Movistar Team      | + 0.7   |
| 3  | Chris Froome (GBR)       | Team Sky           | + 0.11  |
| 4  | Esteban Chaves (COL)     | Orica-BikeExchange | + 0.17  |
| 5  | Nairo Quintana (COL)     | Movistar Team      | + 0.17  |
| 6  | Samuel Sánchez (ESP)     | BMC Racing Team    | + 0.46  |
| 7  | Peter Kennaugh (GBR)     | Team Sky           | + 0.47  |
| 8  | Leopold König (CZE)      | Team Sky           | + 0.51  |
| 9  | Daniel Moreno (ESP)      | Movistar Team      | + 0.58  |
| 10 | Gianluca Brambilla (ITA) | Etixx-Quick Step   | + 1.01  |

## 4. etape
23. august 2016 — Betanzos – San Andrés de Teixido, 163,5 km
|    | Rytter                 | Hold                   | Tid    |
| -- | ---------------------- | ---------------------- | ------ |
| 1  | Lilian Calmejane (FRA) | Direct Énergie         | 4:5.19 |
| 2  | Darwin Atapuma (COL)   | BMC Racing Team        | + 0.15 |
| 3  | Ben King (USA)         | Cannondale             | + 0.15 |
| 4  | Andrej Zejts (KAZ)     | Astana Pro Team        | + 0.19 |
| 5  | Nathan Haas (AUS)      | Dimension Data         | + 0.23 |
| 6  | Enrico Battaglin (ITA) | Team LottoNL-Jumbo     | + 0.24 |
| 7  | Pierre Rolland (FRA)   | Cannondale             | + 0.33 |
| 8  | Chad Haga (USA)        | Team Giant-Alpecin     | + 0.37 |
| 9  | Jaime Rosón (ESP)      | Caja Rural-Seguros RGA | + 0.40 |
| 10 | Cesare Benedetti (ITA) | Bora-Argon 18          | + 0.42 |

|    | Rytter                   | Hold               | Tid      |
| -- | ------------------------ | ------------------ | -------- |
| 1  | Darwin Atapuma (COL)     | BMC Racing Team    | 13:23.10 |
| 2  | Alejandro Valverde (ESP) | Movistar Team      | + 0.29   |
| 3  | Chris Froome (GBR)       | Team Sky           | + 0.33   |
| 4  | Esteban Chaves (COL)     | Orica-BikeExchange | + 0.39   |
| 5  | Nairo Quintana (COL)     | Movistar Team      | + 0.39   |
| 6  | Samuel Sánchez (ESP)     | BMC Racing Team    | + 1.08   |
| 7  | Rubén Fernández (ESP)    | Movistar Team      | + 1.11   |
| 8  | Leopold König (CZE)      | Team Sky           | + 1.13   |
| 9  | Peter Kennaugh (GBR)     | Team Sky           | + 1.13   |
| 10 | Gianluca Brambilla (ITA) | Etixx-Quick Step   | + 1.23   |

## 5. etape
24. august 2016 — Vivero – Lugo, 171,3 km
|    | Rytter                   | Hold                   | Tid     |
| -- | ------------------------ | ---------------------- | ------- |
| 1  | Gianni Meersman (BEL)    | Etixx-Quick Step       | 4:16.42 |
| 2  | Fabio Felline (ITA)      | Trek-Segafredo         | + 0.00  |
| 3  | Kévin Reza (FRA)         | FDJ                    | + 0.00  |
| 4  | Luis León Sánchez (ESP)  | Astana Pro Team        | + 0.00  |
| 5  | Zico Waeytens (BEL)      | Team Giant-Alpecin     | + 0.00  |
| 6  | Alejandro Valverde (ESP) | Movistar Team          | + 0.00  |
| 7  | Romain Hardy (FRA)       | Cofidis                | + 0.00  |
| 8  | Jempy Drucker (LUX)      | BMC Racing Team        | + 0.00  |
| 9  | Kenneth Vanbilsen (BEL)  | Cofidis                | + 0.00  |
| 10 | José Gonçalves (POR)     | Caja Rural-Seguros RGA | + 0.00  |

|    | Rytter                   | Hold               | Tid      |
| -- | ------------------------ | ------------------ | -------- |
| 1  | Darwin Atapuma (COL)     | BMC Racing Team    | 17:39.52 |
| 2  | Alejandro Valverde (ESP) | Movistar Team      | + 0.28   |
| 3  | Chris Froome (GBR)       | Team Sky           | + 0.32   |
| 4  | Esteban Chaves (COL)     | Orica-BikeExchange | + 0.38   |
| 5  | Nairo Quintana (COL)     | Movistar Team      | + 0.38   |
| 6  | Samuel Sánchez (ESP)     | BMC Racing Team    | + 1.07   |
| 7  | Rubén Fernández (ESP)    | Movistar Team      | + 1.10   |
| 8  | Leopold König (CZE)      | Team Sky           | + 1.13   |
| 9  | Peter Kennaugh (GBR)     | Team Sky           | + 1.12   |
| 10 | Gianluca Brambilla (ITA) | Etixx-Quick Step   | + 1.22   |

## 6. etape
25. august 2016 — Monforte de Lemos – Puebla de Sanabria, 158,5 km
|    | Rytter                   | Hold               | Tid     |
| -- | ------------------------ | ------------------ | ------- |
| 1  | Simon Yates (GBR)        | Orica-BikeExchange | 4:05.00 |
| 2  | Luis León Sánchez (ESP)  | Astana Pro Team    | + 0.20  |
| 3  | Fabio Felline (ITA)      | Trek-Segafredo     | + 0.22  |
| 4  | Ben Hermans (BEL)        | BMC Racing Team    | + 0.22  |
| 5  | Kenny Elissonde (FRA)    | Team Giant-Alpecin | + 0.22  |
| 6  | Daniel Moreno (ESP)      | Movistar Team      | + 0.22  |
| 7  | Mathias Frank (SUI)      | IAM Cycling        | + 0.22  |
| 8  | Alejandro Valverde (ESP) | Movistar Team      | + 0.29  |
| 9  | Romain Hardy (FRA)       | Cofidis            | + 0.29  |
| 10 | Simon Clarke (AUS)       | Cannondale         | + 0.29  |

|    | Rytter                   | Hold               | Tid      |
| -- | ------------------------ | ------------------ | -------- |
| 1  | Darwin Atapuma (COL)     | BMC Racing Team    | 21:45.21 |
| 2  | Alejandro Valverde (ESP) | Movistar Team      | + 0.28   |
| 3  | Chris Froome (GBR)       | Team Sky           | + 0.32   |
| 4  | Esteban Chaves (COL)     | Orica-BikeExchange | + 0.38   |
| 5  | Nairo Quintana (COL)     | Movistar Team      | + 0.38   |
| 6  | Samuel Sánchez (ESP)     | BMC Racing Team    | + 1.07   |
| 7  | Leopold König (CZE)      | Team Sky           | + 1.12   |
| 8  | Peter Kennaugh (GBR)     | Team Sky           | + 1.14   |
| 9  | Gianluca Brambilla (ITA) | Etixx-Quick Step   | + 1.22   |
| 10 | Simon Yates (GBR)        | Orica-BikeExchange | + 1.28   |

## 7. etape
26. august 2016 — Maceda – Puebla de Sanabria, 158,5 km
|    | Rytter                   | Hold             | Tid     |
| -- | ------------------------ | ---------------- | ------- |
| 1  | Jonas Vangenechten (BEL) | IAM Cycling      | 4:05.00 |
| 2  | Daniele Bennati (ITA)    | Tinkoff          | + 0.00  |
| 3  | Alejandro Valverde (ESP) | Movistar Team    | + 0.00  |
| 4  | Philippe Gilbert (BEL)   | BMC Racing Team  | + 0.00  |
| 5  | Kévin Reza (FRA)         | FDJ              | + 0.00  |
| 6  | Gediminas Bagdonas (LTU) | Ag2r-La Mondiale | + 0.00  |
| 7  | Gianni Meersman (BEL)    | Etixx-Quick Step | + 0.00  |
| 8  | Kristian Sbaragli (ITA)  | Dimension Data   | + 0.00  |
| 9  | Romain Hardy (FRA)       | Cofidis          | + 0.00  |
| 10 | Tosh Van der Sande (BEL) | Lotto-Soudal     | + 0.00  |

|    | Rytter                   | Hold               | Tid      |
| -- | ------------------------ | ------------------ | -------- |
| 1  | Darwin Atapuma (COL)     | BMC Racing Team    | 21:45.21 |
| 2  | Alejandro Valverde (ESP) | Movistar Team      | + 0.24   |
| 3  | Chris Froome (GBR)       | Team Sky           | + 0.32   |
| 4  | Esteban Chaves (COL)     | Orica-BikeExchange | + 0.38   |
| 5  | Nairo Quintana (COL)     | Movistar Team      | + 0.38   |
| 6  | Samuel Sánchez (ESP)     | BMC Racing Team    | + 1.07   |
| 7  | Leopold König (CZE)      | Team Sky           | + 1.12   |
| 8  | Peter Kennaugh (GBR)     | Team Sky           | + 1.14   |
| 9  | Gianluca Brambilla (ITA) | Etixx-Quick Step   | + 1.22   |
| 10 | Simon Yates (GBR)        | Orica-BikeExchange | + 1.28   |

## 8. etape
27. august 2016 — Villalpando – La Camperona, Valle de Sabero, 181,5 km
|    | Rytter                           | Hold             | Tid     |
| -- | -------------------------------- | ---------------- | ------- |
| 1  | Sergej Lagutin (RUS)             | Team Katusha     | 4:09.30 |
| 2  | Axel Domont (FRA)                | Ag2r-La Mondiale | + 0.10  |
| 3  | Perrig Quéméneur (FRA)           | Direct Énergie   | + 0.17  |
| 4  | Mattia Cattaneo (ITA)            | Lampre-Merida    | + 0.24  |
| 5  | Pieter Serry (BEL)               | Etixx-Quick Step | + 0.40  |
| 6  | Jacques Janse van Rensburg (RSA) | Dimension Data   | + 0.55  |
| 7  | Scott Thwaites (GBR)             | Bora-Argon 18    | + 1.11  |
| 8  | Gatis Smukulis (LAT)             | Astana Pro Team  | + 1.30  |
| 9  | Jhonatan Restrepo (COL)          | Team Katusha     | + 1.30  |
| 10 | Loïc Chetout (FRA)               | Cofidis          | + 1.44  |

|    | Rytter                   | Hold               | Tid      |
| -- | ------------------------ | ------------------ | -------- |
| 1  | Nairo Quintana (COL)     | Movistar Team      | 29:55.54 |
| 2  | Alejandro Valverde (ESP) | Movistar Team      | + 0.19   |
| 3  | Chris Froome (GBR)       | Team Sky           | + 0.27   |
| 4  | Esteban Chaves (COL)     | Orica-BikeExchange | + 0.57   |
| 5  | Leopold König (CZE)      | Team Sky           | + 1.16   |
| 6  | Darwin Atapuma (COL)     | BMC Racing Team    | + 1.36   |
| 7  | Alberto Contador (ESP)   | Tinkoff            | + 1.39   |
| 8  | Daniel Moreno (ESP)      | Movistar Team      | + 1.44   |
| 9  | Gianluca Brambilla (ITA) | Etixx-Quick Step   | + 1.46   |
| 10 | Samuel Sánchez (ESP)     | BMC Racing Team    | + 1.46   |

## 9. etape
28. august 2016 — Cistierna – Alto del Naranco, Oviedo, 181,5 km
|    | Rytter                  | Hold                   | Tid     |
| -- | ----------------------- | ---------------------- | ------- |
| 1  | David de la Cruz (ESP)  | Etixx-Quick Step       | 3:47.56 |
| 2  | Dries Devenyns (BEL)    | IAM Cycling            | + 0.27  |
| 3  | Moreno Moser (ITA)      | Cannondale-Drapac      | + 0.33  |
| 4  | Luis Leon Sánchez (ESP) | Astana Pro Team        | + 0.51  |
| 5  | Mathias Frank (SUI)     | IAM Cycling            | + 0.51  |
| 6  | Alexandre Geniez (FRA)  | FDJ                    | + 0.53  |
| 7  | Bartosz Huzarski (POL)  | Bora-Argon 18          | + 0.58  |
| 8  | Thomas de Gendt (BEL)   | Lotto-Soudal           | + 1.04  |
| 9  | Pello Bilbao (ESP)      | Caja Rural-Seguros RGA | + 1.04  |
| 10 | Dylan Teuns (BEL)       | BMC Racing Team        | + 1.10  |

|    | Rytter                   | Hold               | Tid      |
| -- | ------------------------ | ------------------ | -------- |
| 1  | David de la Cruz (ESP)   | Etixx-Quick Step   | 34:46.24 |
| 2  | Nairo Quintana (COL)     | Movistar Team      | + 0.22   |
| 3  | Alejandro Valverde (ESP) | Movistar Team      | + 0.41   |
| 4  | Chris Froome (GBR)       | Team Sky           | + 0.49   |
| 5  | Esteban Chaves (COL)     | Orica-BikeExchange | + 1.19   |
| 6  | Leopold König (CZE)      | Team Sky           | + 1.38   |
| 7  | Alberto Contador (ESP)   | Tinkoff            | + 2.01   |
| 8  | Darwin Atapuma (COL)     | BMC Racing Team    | + 2.06   |
| 9  | Gianluca Brambilla (ITA) | Etixx-Quick Step   | + 2.07   |
| 10 | Samuel Sánchez (ESP)     | BMC Racing Team    | + 2.08   |

## 10. etape
29. august 2016 — Lugones – Lagos de Covadonga, 188,7 km
|    | Rytter                   | Hold               | Tid     |
| -- | ------------------------ | ------------------ | ------- |
| 1  | Nairo Quintana (COL)     | Movistar Team      | 4:50.31 |
| 2  | Robert Gesink (NED)      | Team LottoNL-Jumbo | + 0.24  |
| 3  | Chris Froome (GBR)       | Team Sky           | + 0.25  |
| 4  | Omar Fraile (ESP)        | Dimension Data     | + 0.28  |
| 5  | Alejandro Valverde (ESP) | Movistar Team      | + 0.28  |
| 6  | Michele Scarponi (ITA)   | Astana Pro Team    | + 0.28  |
| 7  | Esteban Chaves (COL)     | Orica-BikeExchange | + 1.02  |
| 8  | Alberto Contador (ESP)   | Tinkoff            | + 1.05  |
| 9  | Simon Yates (GBR)        | Orica-BikeExchange | + 1.04  |
| 10 | Fabio Felline (ITA)      | Trek-Segafredo     | + 1.11  |

|    | Rytter                   | Hold               | Tid      |
| -- | ------------------------ | ------------------ | -------- |
| 1  | Nairo Quintana (COL)     | Movistar Team      | 38:37.07 |
| 2  | Alejandro Valverde (ESP) | Movistar Team      | + 0.57   |
| 3  | Chris Froome (GBR)       | Team Sky           | + 0.58   |
| 4  | Esteban Chaves (COL)     | Orica-BikeExchange | + 2.09   |
| 5  | Alberto Contador (ESP)   | Tinkoff            | + 2.54   |
| 6  | Leopold König (CZE)      | Team Sky           | + 2.57   |
| 7  | David de la Cruz (ESP)   | Etixx-Quick Step   | + 3.03   |
| 8  | Simon Yates (GBR)        | Orica-BikeExchange | + 3.06   |
| 9  | Michele Scarponi (ITA)   | Astana Pro Team    | + 3.14   |
| 10 | Samuel Sánchez (ESP)     | BMC Racing Team    | + 3.20   |

## 11. etape
31. august 2016 — Museo del Jurásico de Asturias, Colunga – Peña Cabarga, 168,2 km
|    | Rytter                   | Hold               | Tid     |
| -- | ------------------------ | ------------------ | ------- |
| 1  | Chris Froome (GBR)       | Team Sky           | 3:44.47 |
| 2  | Nairo Quintana (COL)     | Movistar Team      | + 0.00  |
| 3  | Alejandro Valverde (ESP) | Movistar Team      | + 0.06  |
| 4  | Leopold König (CZE)      | Team Sky           | + 0.06  |
| 5  | Alberto Contador (ESP)   | Tinkoff            | + 0.06  |
| 6  | Simon Yates (GBR)        | Orica-BikeExchange | + 0.13  |
| 7  | Michele Scarponi (ITA)   | Astana Pro Team    | + 0.14  |
| 8  | Esteban Chaves (COL)     | Orica-BikeExchange | + 0.19  |
| 9  | Pierre Latour (FRA)      | Ag2r-La Mondiale   | + 0.22  |
| 10 | Samuel Sánchez (ESP)     | BMC Racing Team    | + 0.30  |

|    | Rytter                   | Hold               | Tid     |
| -- | ------------------------ | ------------------ | ------- |
| 1  | Nairo Quintana (COL)     | Movistar Team      | 42:1.48 |
| 2  | Chris Froome (GBR)       | Team Sky           | + 0.54  |
| 3  | Alejandro Valverde (ESP) | Movistar Team      | + 1.05  |
| 4  | Esteban Chaves (COL)     | Orica-BikeExchange | + 2.34  |
| 5  | Alberto Contador (ESP)   | Tinkoff            | + 3.08  |
| 6  | Leopold König (CZE)      | Team Sky           | + 3.09  |
| 7  | Simon Yates (GBR)        | Orica-BikeExchange | + 3.25  |
| 8  | Michele Scarponi (ITA)   | Astana Pro Team    | + 3.34  |
| 9  | David de la Cruz (ESP)   | Etixx-Quick Step   | + 3.45  |
| 10 | Samuel Sánchez (ESP)     | BMC Racing Team    | + 3.56  |

## 12. etape
1. september 2016 — Los Corrales de Buelna – Bilbao, 193,2 km
|    | Rytter                   | Hold                   | Tid     |
| -- | ------------------------ | ---------------------- | ------- |
| 1  | Jens Keukeleire (BEL)    | Orica-BikeExchange     | 4:31.43 |
| 2  | Maxime Bouet (FRA)       | Etixx-Quick Step       | + 0.00  |
| 3  | Fabio Felline (ITA)      | Trek-Segafredo         | + 0.00  |
| 4  | Kristian Sbaragli (ITA)  | Dimension Data         | + 0.00  |
| 5  | Luis León Sánchez (ESP)  | Astana Pro Team        | + 0.00  |
| 6  | Pello Bilbao (ESP)       | Caja Rural-Seguros RGA | + 0.00  |
| 7  | Jan Bakelants (BEL)      | Ag2r-La Mondiale       | + 0.00  |
| 8  | Alejandro Valverde (ESP) | Movistar Team          | + 0.00  |
| 9  | Silvan Dillier (SUI)     | BMC Racing Team        | + 0.00  |
| 10 | Mathias Frank (SUI)      | BMC Racing Team        | + 0.00  |

|    | Rytter                   | Hold               | Tid      |
| -- | ------------------------ | ------------------ | -------- |
| 1  | Nairo Quintana (COL)     | Movistar Team      | 46:53.21 |
| 2  | Chris Froome (GBR)       | Team Sky           | + 0.54   |
| 3  | Alejandro Valverde (ESP) | Movistar Team      | + 1.05   |
| 4  | Esteban Chaves (COL)     | Orica-BikeExchange | + 2.34   |
| 5  | Alberto Contador (ESP)   | Tinkoff            | + 3.08   |
| 6  | Leopold König (CZE)      | Team Sky           | + 3.09   |
| 7  | Simon Yates (GBR)        | Orica-BikeExchange | + 3.25   |
| 8  | Michele Scarponi (ITA)   | Astana Pro Team    | + 3.34   |
| 9  | David de la Cruz (ESP)   | Etixx-Quick Step   | + 3.45   |
| 10 | Samuel Sánchez (ESP)     | BMC Racing Team    | + 3.56   |

## 13. etape
2. september 2016 — Bilbao – Urdax-Dantxarinea, 213,4 km
|    | Rytter                     | Hold             | Tid     |
| -- | -------------------------- | ---------------- | ------- |
| 1  | Valerio Conti (ITA)        | Lampre-Merida    | 5:29.04 |
| 2  | Danilo Wyss (SUI)          | BMC Racing Team  | + 0.55  |
| 3  | Sergej Lagutin (RUS)       | Team Katusha     | + 0.55  |
| 4  | Michael Gogl (AUT)         | Tinkoff          | + 0.55  |
| 5  | Vegard Stake Laengen (NOR) | IAM Cycling      | + 0.55  |
| 6  | Yves Lampaert (BEL)        | Etixx-Quick Step | + 0.55  |
| 7  | Cesare Benedetti (ITA)     | Bora-Argon 18    | + 1.02  |
| 8  | Jelle Wallays (BEL)        | Lotto-Soudal     | + 1.04  |
| 9  | Gatis Smukulis (LAT)       | Astana Pro Team  | + 1.04  |
| 10 | Stéphane Rossetto (FRA)    | Cofidis          | + 1.08  |

|    | Rytter                   | Hold               | Tid      |
| -- | ------------------------ | ------------------ | -------- |
| 1  | Nairo Quintana (COL)     | Movistar Team      | 52:56.29 |
| 2  | Chris Froome (GBR)       | Team Sky           | + 0.54   |
| 3  | Alejandro Valverde (ESP) | Movistar Team      | + 1.05   |
| 4  | Esteban Chaves (COL)     | Orica-BikeExchange | + 2.34   |
| 5  | Alberto Contador (ESP)   | Tinkoff            | + 3.08   |
| 6  | Leopold König (CZE)      | Team Sky           | + 3.09   |
| 7  | Simon Yates (GBR)        | Orica-BikeExchange | + 3.25   |
| 8  | Michele Scarponi (ITA)   | Astana Pro Team    | + 3.34   |
| 9  | David de la Cruz (ESP)   | Etixx-Quick Step   | + 3.45   |
| 10 | Samuel Sánchez (ESP)     | BMC Racing Team    | + 3.56   |

## 14. etape
3. september 2016 — Urdax-Dantxarinea – Gourette, Col d'Aubisque,  196,1 km
|    | Rytter                | Hold               | Tid     |
| -- | --------------------- | ------------------ | ------- |
| 1  | Robert Gesink (NED)   | Team LottoNL-Jumbo | 5:43.24 |
| 2  | Kenny Elissonde (FRA) | FDJ                | + 0.07  |
| 3  | Jegor Silin (RUS)     | Team Katusha       | + 0.09  |
| 4  | George Bennett (NZL)  | Team LottoNL-Jumbo | + 0.31  |
| 5  | Simon Yates (GBR)     | Orica-BikeExchange | + 0.39  |
| 6  | Haimar Zubeldia (ESP) | Trek-Segafredo     | + 0.49  |
| 7  | Jan Bakelants (BEL)   | Ag2r-La Mondiale   | + 1.11  |
| 8  | Andrew Talansky (USA) | Cannondale-Drapac  | + 1.14  |
| 9  | Esteban Chaves (COL)  | Orica-BikeExchange | + 1.14  |
| 10 | Leopold König (CZE)   | Team Sky           | + 1.16  |

|    | Rytter                 | Hold               | Tid      |
| -- | ---------------------- | ------------------ | -------- |
| 1  | Nairo Quintana (COL)   | Movistar Team      | 58:41.40 |
| 2  | Chris Froome (GBR)     | Team Sky           | + 0.54   |
| 3  | Esteban Chaves (COL)   | Orica-BikeExchange | + 2.01   |
| 4  | Simon Yates (GBR)      | Orica-BikeExchange | + 2.17   |
| 5  | Leopold König (CZE)    | Team Sky           | + 2.38   |
| 6  | Alberto Contador (ESP) | Tinkoff            | + 3.28   |
| 7  | Samuel Sánchez (ESP)   | BMC Racing Team    | + 3.59   |
| 8  | Andrew Talansky (USA)  | Cannondale-Drapac  | + 4.30   |
| 9  | Michele Scarponi (ITA) | Astana Pro Team    | + 5.37   |
| 10 | Daniel Moreno (ESP)    | Movistar Team      | + 5.52   |

## 15. etape
4. september 2016 — Sabiñánigo  – Aramon Formigal, Sallent de Gállego, 118,5 km
|    | Rytter                   | Hold               | Tid     |
| -- | ------------------------ | ------------------ | ------- |
| 1  | Gianluca Brambilla (ITA) | Etixx-Quick Step   | 2:54.30 |
| 2  | Nairo Quintana (COL)     | Movistar Team      | + 0.03  |
| 3  | Fabio Felline (ITA)      | Trek-Segafredo     | + 0.25  |
| 4  | Kenny Elissonde (FRA)    | FDJ                | + 0.28  |
| 5  | David de la Cruz (ESP)   | Etixx-Quick Step   | + 0.31  |
| 6  | Alberto Contador (ESP)   | Tinkoff            | + 0.34  |
| 7  | Davide Formolo (ITA)     | Cannondale-Drapac  | + 0.53  |
| 8  | Matvej Mamykin (RUS)     | Team Katusha       | + 1.16  |
| 9  | Esteban Chaves (COL)     | Orica-BikeExchange | + 1.53  |
| 10 | Michele Scarponi (ITA)   | Astana Pro Team    | + 1.59  |

|    | Rytter                 | Hold               | Tid      |
| -- | ---------------------- | ------------------ | -------- |
| 1  | Nairo Quintana (COL)   | Movistar Team      | 61:36.07 |
| 2  | Chris Froome (GBR)     | Team Sky           | + 3.37   |
| 3  | Esteban Chaves (COL)   | Orica-BikeExchange | + 3.57   |
| 4  | Alberto Contador (ESP) | Tinkoff            | + 4.02   |
| 5  | Simon Yates (GBR)      | Orica-BikeExchange | + 5.07   |
| 6  | Samuel Sanchez (ESP)   | BMC Racing Team    | + 6.12   |
| 7  | Andrew Talansky (USA)  | Cannondale-Drapac  | + 6.43   |
| 8  | Davide Formolo (ITA)   | Cannondale-Drapac  | + 7.17   |
| 9  | David de la Cruz (ESP) | Etixx-Quick Step   | + 7.23   |
| 10 | Michele Scarponi (ITA) | Astana Pro Team    | + 7.39   |

## 16. etape
5. september 2016 — Alcañiz – Peñiscola, 156,4 km
|    | Rytter                    | Hold               | Tid     |
| -- | ------------------------- | ------------------ | ------- |
| 1  | Jempy Drucker (LUX)       | BMC Racing Team    | 3:21.18 |
| 2  | Rüdiger Selig (GER)       | Bora-Argon 18      | + 0.00  |
| 3  | Nikias Arndt (GER)        | Team Giant-Alpecin | + 0.00  |
| 4  | Gianni Meersman (BEL)     | Etixx-Quick Step   | + 0.00  |
| 5  | Lorrenzo Manzin (FRA)     | FDJ                | + 0.00  |
| 6  | Jonas Van Genechten (BEL) | IAM Cycling        | + 0.00  |
| 7  | Kristian Sbaragli (ITA)   | Dimension Data     | + 0.00  |
| 8  | Kiel Reijnen (USA)        | Trek-Segafredo     | + 0.00  |
| 9  | Tosh Van der Sande (BEL)  | Lotto-Soudal       | + 0.00  |
| 10 | Jhonatan Restrepo (COL)   | Team Katusha       | + 0.00  |

|    | Rytter                 | Hold               | Tid      |
| -- | ---------------------- | ------------------ | -------- |
| 1  | Nairo Quintana (COL)   | Movistar Team      | 64:56.27 |
| 2  | Chris Froome (GBR)     | Team Sky           | + 3.37   |
| 3  | Esteban Chaves (COL)   | Orica-BikeExchange | + 3.57   |
| 4  | Alberto Contador (ESP) | Tinkoff            | + 4.02   |
| 5  | Simon Yates (GBR)      | Orica-BikeExchange | + 5.07   |
| 6  | Samuel Sanchez (ESP)   | BMC Racing Team    | + 6.12   |
| 7  | Andrew Talansky (USA)  | Cannondale-Drapac  | + 6.43   |
| 8  | Davide Formolo (ITA)   | Cannondale-Drapac  | + 7.17   |
| 9  | David de la Cruz (ESP) | Etixx-Quick Step   | + 7.23   |
| 10 | Michele Scarponi (ITA) | Astana Pro Team    | + 7.39   |

## 17. etape
7. september 2016 — Castellón – Lluenca, Mas de la Costa, 177,5 km
|    | Rytter                  | Hold                   | Tid     |
| -- | ----------------------- | ---------------------- | ------- |
| 1  | Mathias Frank (SUI)     | IAM Cycling            | 4:34.38 |
| 2  | Leopold König (CZE)     | Team Sky               | + 0.06  |
| 3  | Robert Gesink (NED)     | Team LottoNL-Jumbo     | + 0.11  |
| 4  | Pello Bilbao (ESP)      | Caja Rural-Seguros RGA | + 0.14  |
| 5  | Dario Cataldo (ITA)     | Astana Pro Team        | + 0.16  |
| 6  | José Herrada (ESP)      | Movistar Team          | + 0.29  |
| 7  | Axel Domont (FRA)       | Ag2r-La Mondiale       | + 0.48  |
| 8  | Bart De Clercq (BEL)    | Lotto-Soudal           | + 0.57  |
| 9  | Kristijan Đurasek (CRO) | Lampre-Merida          | + 1.02  |
| 10 | Haimar Zubeldia (ESP)   | Trek-Segafredo         | + 1.04  |

|    | Rytter                 | Hold               | Tid      |
| -- | ---------------------- | ------------------ | -------- |
| 1  | Nairo Quintana (COL)   | Movistar Team      | 69:35.32 |
| 2  | Chris Froome (GBR)     | Team Sky           | + 3.37   |
| 3  | Esteban Chaves (COL)   | Orica-BikeExchange | + 3.57   |
| 4  | Alberto Contador (ESP) | Tinkoff            | + 4.02   |
| 5  | Simon Yates (GBR)      | Orica-BikeExchange | + 6.03   |
| 6  | Andrew Talansky (USA)  | Cannondale-Drapac  | + 7.34   |
| 7  | Samuel Sanchez (ESP)   | BMC Racing Team    | + 8.12   |
| 8  | Davide Formolo (ITA)   | Cannondale-Drapac  | + 8.13   |
| 9  | Michele Scarponi (ITA) | Astana Pro Team    | + 8.28   |
| 10 | David de la Cruz (ESP) | Etixx-Quick Step   | + 8.52   |

## 18. etape
8. september 2016 — Requena – Gandía, 200,6 km
|    | Rytter                    | Hold               | Tid     |
| -- | ------------------------- | ------------------ | ------- |
| 1  | Magnus Cort (DEN)         | Orica-BikeExchange | 4:54.31 |
| 2  | Nikias Arndt (GER)        | Team Giant-Alpecin | + 0.00  |
| 3  | Jempy Drucker (LUX)       | BMC Racing Team    | + 0.00  |
| 4  | Daniele Bennati (ITA)     | Tinkoff            | + 0.00  |
| 5  | Jonas Vangenechten (BEL)  | IAM Cycling        | + 0.00  |
| 6  | Kiel Reijnen (USA)        | Trek-Segafredo     | + 0.00  |
| 7  | Michael Schwarzmann (GER) | Bora-Argon 18      | + 0.00  |
| 8  | Gianni Meersman (BEL)     | Etixx-Quick Step   | + 0.00  |
| 9  | Kristian Sbaragli (ITA)   | Dimension Data     | + 0.00  |
| 10 | Lorrenzo Manzin (FRA)     | FDJ                | + 0.00  |

|    | Rytter                 | Hold               | Tid      |
| -- | ---------------------- | ------------------ | -------- |
| 1  | Nairo Quintana (COL)   | Movistar Team      | 74:30.03 |
| 2  | Chris Froome (GBR)     | Team Sky           | + 3.37   |
| 3  | Esteban Chaves (COL)   | Orica-BikeExchange | + 3.57   |
| 4  | Alberto Contador (ESP) | Tinkoff            | + 4.02   |
| 5  | Simon Yates (GBR)      | Orica-BikeExchange | + 6.03   |
| 6  | Andrew Talansky (USA)  | Cannondale-Drapac  | + 7.34   |
| 7  | Samuel Sanchez (ESP)   | BMC Racing Team    | + 8.12   |
| 8  | Davide Formolo (ITA)   | Cannondale-Drapac  | + 8.13   |
| 9  | Michele Scarponi (ITA) | Astana Pro Team    | + 8.28   |
| 10 | David de la Cruz (ESP) | Etixx-Quick Step   | + 8.52   |

## 19. etape
9. september 2016 — Xàbia – Calp, 37,5 km, enkeltstart (ITT)
|    | Rytter                     | Hold               | Tid    |
| -- | -------------------------- | ------------------ | ------ |
| 1  | Chris Froome (GBR)         | Team Sky           | 46.33  |
| 2  | Jonathan Castroviejo (ESP) | Movistar Team      | + 0.44 |
| 3  | Tobias Ludvigsson (SWE)    | Team Giant-Alpecin | + 1.24 |
| 4  | Yves Lampaert (BEL)        | Etixx-Quick Step   | + 1.26 |
| 5  | Victor Campenaerts (BEL)   | Team LottoNL-Jumbo | + 1.47 |
| 6  | Leopold Konig (CZE)        | Team Sky           | + 1.51 |
| 7  | Andrew Talansky (USA)      | Cannondale-Drapac  | + 1.54 |
| 8  | Alberto Contador (ESP)     | Tinkoff            | + 1.57 |
| 9  | Fabio Felline (ITA)        | Trek-Segafredo     | + 1.58 |
| 10 | Luis Leon Sanchez (ESP)    | Astana Pro Team    | + 2.10 |

|    | Rytter                 | Hold               | Tid      |
| -- | ---------------------- | ------------------ | -------- |
| 1  | Nairo Quintana (COL)   | Movistar Team      | 75:18.52 |
| 2  | Chris Froome (GBR)     | Team Sky           | + 1.21   |
| 3  | Alberto Contador (ESP) | Tinkoff            | + 3.43   |
| 4  | Esteban Chaves (COL)   | Orica-BikeExchange | + 4.54   |
| 5  | Andrew Talansky (USA)  | Cannondale-Drapac  | + 7.12   |
| 6  | Simon Yates (GBR)      | Orica-BikeExchange | + 7.32   |
| 7  | Michele Scarponi (ITA) | Astana Pro Team    | + 10.01  |
| 8  | Daniel Moreno (ESP)    | Movistar Team      | + 10.07  |
| 9  | David de la Cruz (ESP) | Etixx-Quick Step   | + 10.11  |
| 10 | Davide Formolo (ITA)   | Cannondale-Drapac  | + 11.14  |

## 20. etape
10. september 2016 — Benidorm – Aito de Aitana, 193,2 km
|    | Rytter                 | Hold               | Tid     |
| -- | ---------------------- | ------------------ | ------- |
| 1  | Pierre Latour (FRA)    | Ag2r-La Mondiale   | 5:19.41 |
| 2  | Darwin Atapuma (COL)   | BMC Racing Team    | + 0.02  |
| 3  | Fabio Felline (ITA)    | Trek-Segafredo     | + 0.17  |
| 4  | Mathias Frank (SUI)    | IAM Cycling        | + 0.40  |
| 5  | Robert Gesink (NED)    | Team LottoNL-Jumbo | + 1.03  |
| 6  | Bart De Clercq (BEL)   | Lotto-Soudal       | + 1.28  |
| 7  | Rudy Molard (FRA)      | Cofidis            | + 2.02  |
| 8  | Lilian Calmejane (FRA) | Direct Énergie     | + 3.01  |
| 9  | Esteban Chaves (COL)   | Orica-BikeExchange | + 3.17  |
| 10 | Nairo Quintana (COL)   | Movistar Team      | + 4.03  |

|    | Rytter                 | Hold               | Tid      |
| -- | ---------------------- | ------------------ | -------- |
| 1  | Nairo Quintana (COL)   | Movistar Team      | 80:42.36 |
| 2  | Chris Froome (GBR)     | Team Sky           | + 1.23   |
| 3  | Esteban Chaves (COL)   | Orica-BikeExchange | + 4.08   |
| 4  | Alberto Contador (ESP) | Tinkoff            | + 4.21   |
| 5  | Andrew Talansky (USA)  | Cannondale-Drapac  | + 7.43   |
| 6  | Simon Yates (GBR)      | Orica-BikeExchange | + 8.33   |
| 7  | David de la Cruz (ESP) | Etixx-Quick Step   | + 11.18  |
| 8  | Daniel Moreno (ESP)    | Movistar Team      | + 13.04  |
| 9  | Davide Formolo (ITA)   | Cannondale-Drapac  | + 13.17  |
| 10 | George Bennett (NZL)   | Team LottoNL-Jumbo | + 14.07  |

## 21. etape
11. september 2016 — Las Rozas – Madrid, 104,1 km
|    | Rytter                  | Hold               | Tid     |
| -- | ----------------------- | ------------------ | ------- |
| 1  | Magnus Cort (DEN)       | Orica-BikeExchange | 2:48.52 |
| 2  | Daniele Bennati (ITA)   | Tinkoff            | + 0.00  |
| 3  | Gianni Meersman (BEL)   | Etixx-Quick Step   | + 0.00  |
| 4  | Kristian Sbaragli (ITA) | Dimension Data     | + 0.00  |
| 5  | Nikias Arndt (GER)      | Team Giant-Alpecin | + 0.00  |
| 6  | Lorrenzo Manzin (FRA)   | FDJ                | + 0.00  |
| 7  | Romain Hardy (FRA)      | Cofidis            | + 0.00  |
| 8  | Jhonatan Restrepo (COL) | Team Katusha       | + 0.00  |
| 9  | Rüdiger Selig (GER)     | Bora-Argon 18      | + 0.00  |
| 10 | Salvatore Puccio (ITA)  | Team Sky           | + 0.00  |

|    | Rytter                 | Hold               | Tid      |
| -- | ---------------------- | ------------------ | -------- |
| 1  | Nairo Quintana (COL)   | Movistar Team      | 83:31.28 |
| 2  | Chris Froome (GBR)     | Team Sky           | + 1.23   |
| 3  | Esteban Chaves (COL)   | Orica-BikeExchange | + 4.08   |
| 4  | Alberto Contador (ESP) | Tinkoff            | + 4.21   |
| 5  | Andrew Talansky (USA)  | Cannondale-Drapac  | + 7.43   |
| 6  | Simon Yates (GBR)      | Orica-BikeExchange | + 8.33   |
| 7  | David de la Cruz (ESP) | Etixx-Quick Step   | + 11.18  |
| 8  | Daniel Moreno (ESP)    | Movistar Team      | + 13.04  |
| 9  | Davide Formolo (ITA)   | Cannondale-Drapac  | + 13.17  |
| 10 | George Bennett (NZL)   | Team LottoNL-Jumbo | + 14.07  |